# MariEri
MariEri（マリエリ）は、日本の双子デュオである。
2人とも現役の派遣看護師である。ジールアソシエイツ所属。
事務所のホームページには所属タレントにあるものの、2016年のNHK出演、ブログは2017年12月の更新以降活動が見られない。またオフィシャルサイトも消滅しているため、活動休止と思われる。

## メンバー
- Mari（マリ、本名：古川真里（ふるかわ まり）、1983年9月14日 - ） - 茨城県牛久市出身。姉。身長158cm。B77 W57 H84。血液型：A
- Eri（エリ、本名：古川恵里（ふるかわ えり）、1983年9月14日 - ） - 茨城県牛久市出身。妹。身長161cm。B81 W59.5 H88。血液型：A

## 作品

### シングル
- 『納豆粘々EX』（MMES-00001） 2009年7月22日発売。マキシシングル

### イメージDVD
- 仮面舞踏会（2010年5月21日、イーネット・フロンティア）[1]
- ダブルベット（2011年4月27日、イーネット・フロンティア）

## 出演

### バラエティ
- 笑っていいとも!（フジテレビ） 「出たいドルデラックス」
- クイズ!ヘキサゴンII 超クイズパレード 沖縄合宿4.5時間スペシャル（フジテレビ、2010年3月31日） - 心霊ドッキリ企画の双子の幽霊役として
- 新知識階級 クマグス（TBSテレビ、2010年5月13日） 「春の珍ドル祭り」
- 熱血!平成教育学院（フジテレビ、2010年7月11日）
- 踊る!さんま御殿!!（日本テレビ、2010年7月20日）
- ありえへん∞世界（テレビ東京、2010年8月31日）
- 秘密のケンミンSHOW（日本テレビ、2010年9月2日）
- 名作ホスピタル ココロとカラダに効くアニメ（NHK教育、2010年9月18日） - 双子の看護師役として
- ダウンタウンDX（読売テレビ、2011年2月24日）
- くにまるジャパン（文化放送、コーナーレギュラー）
- ニッポン!いじるZ（TBSテレビ、2011年10月26日）

### 映画
- 源氏物語 千年の謎（2011年） - 式神 役

### インターネットテレビ
- 激突!双子看護師MariEriお悩み相談室!

#### ドラマ
- 下北ダブル生シュー 双子ニューカマーSP（en cafe TV） - Mariが先生役で出演